# Хорасган
Хорасга́н, или Хворасга́н, или Хураска́н, или Хаураска́н, или Хорасгу́н (перс. خوراسگان‎) — город в центральном Иране, в провинции Исфахан. Входит в состав шахрестана  Исфахан. Седьмой по численности населения город провинции.

## География
Город находится в южной части Исфахана, в гористой местности, на высоте 1556 метров над уровнем моря.
Хорасган расположен на расстоянии нескольких километров к востоку от Исфахана, административного центра провинции и на расстоянии 330 километров к югу от Тегерана, столицы страны.

## Население
По данным переписи, на 2006 год население составляло 86 063 человека; в национальном составе преобладают персы, в конфессиональном — мусульмане-шииты.
| 1986   | 1991   | 1996   | 2006   | 2012    |
| ------ | ------ | ------ | ------ | ------- |
| 51 155 | 55 705 | 61 211 | 86 063 | 101 509 |